# Spirit 101D
O 101D é o modelo da Spirit Racing da temporada de 1985 da F1. 
Foi guiado por Mauro Baldi e Allen Berg.